# Stefan Adamiecki
Stefan Adamiecki (ur. 26 września 1893 w Warszawie, zm. wiosną 1940 w Charkowie) – kapitan administracji (artylerii) Wojska Polskiego, kawaler Orderu Virtuti Militari, ofiara zbrodni katyńskiej.

## Życiorys
Syn Stefana i Stefanii z Dobrzańskich urodzony 26 września 1893 w Warszawie. Egzamin dojrzałości zdał po ukończeniu Szkoły Handlowej Zgromadzenia Kupców w Warszawie. Naukę kontynuował w latach 1912–1915 na Wydziale Chemii Politechniki Lwowskiej, a następnie w SGGW w Warszawie.
W 1915 został wcielony do armii rosyjskiej. Brał udział w walkach na froncie rosyjskim i niemieckim. W grudniu 1917 wstąpił do I Korpusu Polskiego. Za udział w walkach z bolszewikami został odznaczony Amarantową Wstążką. W lipcu 1918 internowany w obozie Iwanowo. Zwolniony w październiku tego samego roku.
Po zwolnieniu z niewoli wstąpił na ochotnika do 1 pułku szwoleżerów, skąd został przeniesiony do baterii dywizyjnej artylerii konnej w Dowództwie Okręgu Korpusu w Warszawie. Po skończeniu Szkoły Podoficerskiej Artylerii w Poznaniu, 14 czerwca 1920 jako podchorąży został wcielony do 4 dywizjonu artylerii konnej na stanowisko dowódcy plutonu. Z dywizjonem odbył kampanię wojenną 1920. Za udział w walkach z kawalerią Budionnego, dowodząc 4 baterią 4 dak w bitwach pod Mikołajowem i Antoninem w sierpniu 1920 został odznaczony Krzyżem Srebrnym Orderu Virtuti Militari.
1 października 1920 został mianowany podporucznikiem. Do 1923 służył w 4 dak w Suwałkach, przeniesiony następnie do 11 dywizjonu artylerii konnej w Bydgoszczy na stanowisko dowódcy baterii, ale w grudniu 1928 już jako porucznik wrócił do 4 dak. W grudniu 1934 został przeniesiony do 12 pułku artylerii lekkiej w Złoczowie. Później został przeniesiony do korpusu oficerów administracji, grupa administracyjna. W marcu 1939 nadal pełnił służbę w 12 pal na stanowisku oficera administracyjno-materiałowego.
W czasie kampanii wrześniowej 1939 – po agresji III Rzeszy na Polskę – walczył w obronie Lwowa. Po agresji ZSRR na Polskę i kapitulacji miasta przed Armią Czerwoną wbrew warunkom kapitulacji wzięty do niewoli sowieckiej i osadzony w obozie w Starobielsku. Wiosną 1940 został zamordowany przez funkcjonariuszy NKWD w Charkowie i pogrzebany potajemnie w bezimiennej mogile zbiorowej w Piatichatkach, gdzie od 17 czerwca 2000 mieści się oficjalnie Cmentarz Ofiar Totalitaryzmu w Charkowie. Figuruje na Liście Starobielskiej NKWD pod poz. 29.
5 października 2007 minister obrony narodowej Aleksander Szczygło mianował go pośmiertnie na stopień majora. Awans został ogłoszony 9 listopada 2007 w Warszawie, w trakcie uroczystości „Katyń Pamiętamy – Uczcijmy Pamięć Bohaterów”.

## Ordery i odznaczenia
- Krzyż Srebrny Orderu Wojskowego Virtuti Militari nr 3188 (1922)[14]
- Krzyż Walecznych (dwukrotnie[15]: po raz pierwszy w 1921[16])
- Medal Niepodległości (20 lipca 1932)[17]
- Srebrny Krzyż Zasługi[1]
- Medal Pamiątkowy za Wojnę 1918–1921[1]
- Medal Dziesięciolecia Odzyskanej Niepodległości[1]
- Amarantowa wstążka
- Medal 10 Rocznicy Wojny Niepodległościowej (Łotwa, 1929)[18]